# Альмухаметово (деревня)
Альмухаме́тово (баш. Әлмөхәмәт) — деревня в Абзелиловском районе Республики Башкортостан России. Входит в Альмухаметовский сельсовет.

## Географическое положение
Расстояние до
- районного центра (Аскарово): 47 км,
- центра сельсовета (Целинный): 1 км,
- ближайшей железнодорожной станции (Альмухаметово): 3 км.

## История
Название происходит от башкирского личного имени баш. Әлмөхәмәт (рус. Альмухамет).

## Население
| 1939 | 1959 | 1970 | 1979 | 1989 | 2002 | 2009 |
| ---- | ---- | ---- | ---- | ---- | ---- | ---- |
| 669  | ↘347 | ↗481 | ↗648 | ↘616 | ↗649 | ↗748 |
| 2010 |      |      |      |      |      |      |
| ↘659 |      |      |      |      |      |      |

Национальный состав
Согласно переписи 2002 года, преобладающая национальность: башкиры (96 %).

## Религия
В деревне есть старая мечеть и новая мечеть.

## Люди, связанные с деревней
- Буранбаева, Сара Абдулхаевна — народная артистка Башкортостана.
- Рамиль Кул-Давлет — башкирский поэт, драматург. Член Союза писателей Республики Башкортостан.
- Ахмедьянов, Ким Абузарович — литературовед, критик. Лауреат республиканской премии им. Салавата Юлаева.
- Уметбаев, Рамазан Гимранович — государственный и общественный деятель Башкирской АССР и Башкортостана, писатель и публицист.

## Достопримечательности
Около поселка находится археологический памятник бронзового века Бакр-Узяк.